# Enoch Seeman (młodszy)
Enoch Seeman (młodszy) (ur. ok. 1694 w Gdańsku, zm. 1744 lub 1745 w Londynie) – angielski malarz portrecista pochodzenia holenderskiego.
Jego ojcem był pochodzący z Holandii Enoch Seeman, również malarz portrecista. W 1704 wyjechał do Londynu, gdzie uczył się malarstwa. Mając 14 lat namalował pierwszy portret, przedstawiał on pułkownika Andrew Bisseta i jego rodzinę. Wpływ na jego malarstwo miała twórczość Godfreya Knellera, od którego zaczerpnął sposób przedstawiania postaci. W 1717 jego talent był już na tyle znany, że otrzymał wsparcie finansowe rodziny panującej. Namalował wówczas portret mecenasa sztuki i nauki Elihu Yale. Ok. 1730 namalował naturalnej wielkości portret króla Jerzego I, a kilka lat później jego następcę Jerzego II w szatach koronacyjnych. W 1734 sportretował Jane Pratt Taylor, córkę lorda Johna Pratta, ministra sprawiedliwości, obraz ten trafił do Williama Byrda II i wszedł do jednej z największych kolonialnej kolekcji portretów pierwszej połowy XVIII wieku. Ok. 1739 sportretował również polityka Jamesa Dashwooda, a także filozofa Abrahama Tuckera. Poza własną twórczością był również kopistą, tworzył kopie wielu obrazów pochodzących z drugiej połowy XVI i początku XVII wieku m.in. portret Lady Diany Cecil, portret Lady Cust i jej dziewięciorga dzieci.
Mimo portretowania rodziny panującej i postaci z najwyższych sfer krytycy sztuki nie uważają prac Enocha Seemana za dzieła wybitne, zarzucają mu brak dbałości o szczegóły, szczególnie w kwestii wyrazistości rysów twarzy mężczyzn. Portretom kobiecym poświęcał więcej uwagi i prawdopodobnie dlatego charakteryzują się dużo większą szczegółowością.